# Abelard
Abelard – imię męskie zapewne pochodzenia francuskiego (prowansalskiego), którego pierwotne znaczenie wywodzone jest od wyrazu prowansalskiego abelha, oznaczającego „pszczelarza”. Jednak bywa ono także łączone z niemieckimi imionami Adalhard (dosł. „szlachetna siła”) bądź też Eberhard (dosł. „silny jak dzik”).
Początki tego imienia wiążą się z postacią filozofa i teologa francuskiego Pierre’a Abélarda (1079–1142).
W Polsce imię to jest niemal nieużywane, znane jest przede wszystkim z literatury (por. np. Heloiza i Abelard Rogera Vaillanda).
Abelard imieniny obchodzi 21 kwietnia.

## Odpowiedniki w innych językach
- angielski: Abelard[1]
- czeski: Abelard[1]
- duński: Abelardo
- esperanto: Abelardo
- francuski: Abélard[1]
- grecki: Αβελάρδος
- hiszpański: Abelardo
- litewski: Abelardas
- łacina: Abelard[1], Abaelardus, Abelardus
- niemiecki: Abelard[1]
- portugalski: Abelardo
- słoweński: Abelard[1]
- węgierski: Abelárd[1]
- włoski: Abelardo

## Znane osoby noszące imię Abelard
- Abelard Giza – polski reżyser, scenarzysta i twórca kabaretowy